# Unité urbaine de Champagne-sur-Seine
L'unité urbaine de Champagne-sur-Seine est une unité urbaine française centrée sur les communes de Champagne-sur-Seine et Moret-Loing-et-Orvanne, dans le département de Seine-et-Marne en région Île-de-France.

## Données générales
Dans le zonage réalisé par l'Insee en 2010, l'unité urbaine était composée de sept communes. Après plusieurs fusions de communes, elle était composée de cinq communes, situées dans le département de Seine-et-Marne, plus précisément dans l'arrondissement de Fontainebleau.
Dans le nouveau zonage réalisé en 2020, elle est composée des cinq mêmes communes.
En 2022, avec 28 337 habitants, elle représente la 6e unité urbaine du département de Seine-et-Marne et occupe le 9e rang dans la région Île-de-France.
En 2020, sa densité de population s'élève à 410 hab/km2. Par sa superficie, elle ne représente que 1,2 % du territoire départemental mais, par sa population, elle regroupe 1,98 % de la population du département de Seine-et-Marne.

## Composition de l'unité urbaine en 2020
Elle est composée des cinq communes suivantes :
| Nom                       | Code Insee | Département    | Statut       | Superficie (km2) | Population (dernière pop. légale) | Densité (hab./km2) | Modifier                                    |
| ------------------------- | ---------- | -------------- | ------------ | ---------------- | --------------------------------- | ------------------ | ------------------------------------------- |
| Champagne-sur-Seine       | 77079      | Seine-et-Marne | ville-centre | 7,28             | 6 491 (2022)                      | 892                | modifier les données · modifier les données |
| Moret-Loing-et-Orvanne    | 77316      | Seine-et-Marne | ville-centre | 33,40            | 12 576 (2022)                     | 377                | modifier les données · modifier les données |
| Saint-Mammès              | 77419      | Seine-et-Marne | banlieue     | 2,24             | 3 232 (2022)                      | 1 443              | modifier les données · modifier les données |
| Thomery                   | 77463      | Seine-et-Marne | banlieue     | 3,71             | 3 417 (2022)                      | 921                | modifier les données · modifier les données |
| Vernou-la-Celle-sur-Seine | 77494      | Seine-et-Marne | banlieue     | 22,42            | 2 621 (2022)                      | 117                | modifier les données · modifier les données |

## Évolution démographique
| 1968   | 1975   | 1982   | 1990   | 1999   | 2009   | 2014   | 2020   |
| ------ | ------ | ------ | ------ | ------ | ------ | ------ | ------ |
| 18 928 | 20 579 | 21 937 | 25 344 | 27 580 | 28 122 | 27 992 | 28 314 |

#### Données générales
- Unité urbaine
- Aire d'attraction d'une ville
- Aire urbaine (France)
- Liste des unités urbaines de France

#### Données démographiques en rapport avec l'unité urbaine de Champagne-sur-Seine
- Aire d'attraction de Paris
- Arrondissement de Fontainebleau

#### Données démographiques en rapport avec la Seine-et-Marne
- Démographie de Seine-et-Marne